# Лановецька районна державна адміністрація
Лановецька районна державна адміністрація (Лановецька РДА) — орган виконавчої влади в Лановецькому районі Тернопільської області України.

## Структурні підрозділи
Структура Лановецької районної державної адміністрації
- Керівництво:

Голова адміністрації 
Заступник голови адміністрації  
Керівник апарату адміністрації  
Структурні підрозділи апарату Лановецької районної державної адміністрації
Відділ загального діловодства та контролю 
Відділ фінансово – господарського забезпечення
Сектор управління персоналом, мобілізаційної та режимно – секретної роботи
Сектор з питань організаційної та інформаційної діяльності
Структурні підрозділи Лановецької районної державної адміністрації, без статусу
юридичної особи публічного права
Архівний відділ  
Відділ ведення Державного реєстру виборців
Сектор з питань державної реєстрації  
Сектор з питань надання адміністративних послуг  
Структурні підрозділи Лановецької районної державної адміністрації  ·    
Управління соціального захисту населення  · 
Фінансове управління  ·   
Відділ житлово-комунального господарства, містобудування, архітектури, інфраструктури та цивільного захисту  ·    
Відділ освіти, молоді та спорту  ·  
Служба у справах дітей  ·     
Сектор культури

## Особи

### Очільники
Голови райдержадміністрації:
| 1 | Василь Ігорович Бадищук   | від 14 квітня 2020              |   |                         |                    |
| 2 | Юліан Іванович Сірант     | 28 квітня 2015 — 11 липня 2019  |   |                         |                    |
| 3 | Іван Володимирович Друзь  | 6 травня 2014 — 23 грудня 2014  |   |                         |                    |
| 4 | Віктор Михайлович Морозюк | 13 липня 2010 — 26 березня 2014 | 5 | Бадищук Василь Ігорович | ? — 26 лютого 2021 |

### Заступники
- Тетяна Важельська — заступник,
- Андрій Бенцарук — керівник апарату